# Price (Utah)
Price város az USA Utah államában. Carbon megyében, melynek megyeszékhelye is. Lakosainak száma 8216 fő (2020. április 1.).

## Népesség
A település népességének változása:

| 2010 | 8 715 |
| 2020 | 8 216 |